# A.F.C. Bournemouth
AFC Bournemouth er en engelsk fodboldklub fra Bournemouth, som spiller i landets bedste række, Premier League. Klubben spiller sine hjemmekampe på Dean Court, hvor at de har spillet siden 1910.

## Historie
Klubben blev grundlagt i 1899 under navnet Boscombe Football Club, og klubben spillede i lokale rækker i de første år. Klubben flyttede i 1910 til Dean Court, og var dominerende i lokalfodbolden i denne periode. Klubben blev i 1920 medlem af English Football League, og i 1923 ændrede klubben navn til Bournemouth & Boscombe Athletic Football Club.
Klubben ændrede igen navn i 1973, denne gang til det nuværende AFC Bournemouth, et navn som blev valgt med formål for at holdet skulle placeres øverst på lister over engelske klubber i alfabetisk orden. Klubben var i løbet af 1970-90erne en af de mest stabile i engelsk fodbold, da klubben med få undtagelser spillede i den trejdebedste række.
Klubben kom i midten af 2000erne i seriøse finansielle problemer, og som resultat af en pointstraf for at overtræde finansielle regler, rykkede klubben ned i League Two. Klubben var igen truet af nedrykning i 2009, men hyrede her den unge Eddie Howe som klubbens nye træner, som ville vise sig at være vendepunktet for klubben. Over de næste år ledte Howe klubben til oprykning fra League Two i 2009-10, fra League One i 2012-13 og sidst lykkedes det Bournemouth at rykke op i Premier League for første gang i klubbens historie, da Bournemouth vandt the Championship i 2014-15 sæsonen. Klubben overlevede 5 sæsoner i Premier League før nedrykning i 2020.
Bournemouth ville vendte tilbage til den bedste række efter at have sikret andenpladsen i Championship i 2021-22 sæsonen.

## Titler
- Championship: 1 (2014-15)
- Third Division/League One: 1 (1986–87)

## Spillertruppen
Oversigten er opdateret til og med 11. mars 2025.| Nr. | Land         | Position | Spiller                              |
| --- | ------------ | -------- | ------------------------------------ |
| 2   | Spanien      | FO       | Dean Huijsen                         |
| 3   | Ungarn       | FO       | Milos Kerkez                         |
| 4   | England      | MI       | Lewis Cook                           |
| 5   | Argentina    | FO       | Marcos Senesi                        |
| 7   | England      | AN       | David Brooks                         |
| 8   | England      | MI       | Alex Scott                           |
| 9   | Brasilien    | AN       | Evanilson                            |
| 10  | Skotland     | MI       | Ryan Christie                        |
| 11  | Burkina Faso | MI       | Dango Ouattara                       |
| 12  | USA          | MI       | Tyler Adams                          |
| 13  | Spanien      | MM       | Kepa Arrizabalaga (lånt fra Chelsea) |
| 15  | England      | FO       | Adam Smith (anfører)                 |

| Nr. | Land      | Position | Spiller          |
| --- | --------- | -------- | ---------------- |
| 16  | England   | MI       | Marcus Tavernier |
| 17  | Colombia  | MI       | Luis Sinisterra  |
| 19  | Holland   | AN       | Justin Kluivert  |
| 20  | Argentina | FO       | Julio Soler      |
| 21  | Canada    | AN       | Daniel Jebbison  |
| 22  | USA       | FO       | Julián Araujo    |
| 23  | England   | FO       | James Hill       |
| 24  | Ghana     | AN       | Antoine Semenyo  |
| 26  | Tyrkiet   | AN       | Enes Ünal        |
| 27  | Ukraine   | FO       | Illya Zabarnyi   |
| 40  | England   | MM       | Will Dennis      |
| 45  | USA       | FO       | Matai Akinmboni  |
| 48  | England   | FO       | Max Kinsey       |

### Udlejet
| Nr. | Land            | Position | Spiller                             |
| --- | --------------- | -------- | ----------------------------------- |
| 22  | Elfenbenskysten | MI       | Hamed Traorè (Udlånt til Auxere)    |
| 32  | England         | AN       | Jaidon Anthony (Udlånt til Burnley) |

| Nr. | Land    | Position | Spiller}                        |
| --- | ------- | -------- | ------------------------------- |
|     | England | MI       | Joe Rothwell (Udlånt til Leeds) |